# Centralregisteret for Motorkøretøjer
Centralregisteret for Motorkøretøjer (CRM) var den administrative enhed, der havde ansvaret for det danske køretøjsregister. CRM hørte under politiet indtil udgangen af 2007, hvorefter det overgik til SKAT fra 1. januar 2008. Fra den 6. juni 2012 er CRM erstattet af Det Digitale Motorregister (DMR), som fortsat er i drift i dag.
| Forvaltning | Spire Denne artikel om forvaltning er en spire som bør udbygges. Du er velkommen til at hjælpe Wikipedia ved at udvide den. |